# Brenz (râu)

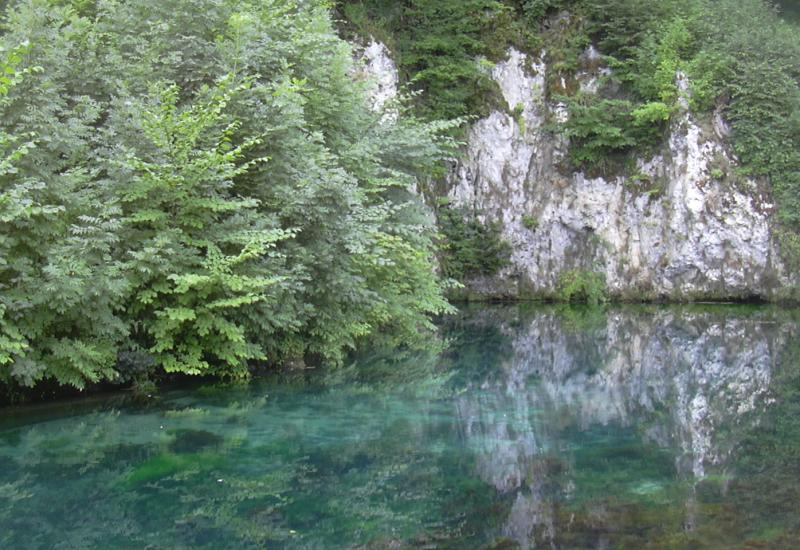
Izvorul râului Brenz, la Königsbronn.

Brenz este un râu din Germania, care curge în Baden-Württemberg și în Bavaria. Este un tributar al Dunării, pe partea stângă.

## Geografie
Râul Brenz izvorăște în orașul Königsbronn, iar apele sale au un parcurs de 55 de kilometri, înainte de a întâlni Dunărea, la Lauingen, la câțiva kilometri de Dillingen.
Brenz trece prin orașele Königsbronn, Heidenheim, Giengen și Lauingen.